# Isaac Crary
Isaac Crary (Preston, 2 ottobre 1804 – Marshall, 8 maggio 1854) è stato un politico statunitense.
Crary fu la prima persona a rappresentare lo Stato del Michigan nella Camera dei Rappresentanti degli Stati Uniti.

## Biografia
Crary fu un delegato durante la convenzione costituzionale dello Stato nel 1835 e durante il tentativo di ammissione del Michigan agli Stati Uniti dal 6 ottobre 1835, dove fu sostenitore di Andrew Jackson durante il 24º Congresso. Comunque, a causa della disputa dei confini tra Michigan e Ohio, causata dalla contesa della Striscia di Toledo, che portò allo scoppio della guerra omonima, il Congresso rifiutò di inserire il Michigan negli Stati Uniti, rimandando questo evento a quando fosse stata presa una decisione bilaterale sui confini. Il Michigan entrò nell'Unione il 26 gennaio 1837, pochi mesi dopo la fine della guerra e Crary fu eletto, nelle file Democratiche, il 3 marzo 1841.
Crary insegnò nell'Università del Michigan dal 1837 al 1844 e fondò il sistema delle scuole pubbliche nello Stato, dopodiché entrò a far parte del Ministero dell'Educazione di Stato tra il 1850 e il 1852. Fu l'editore del giornale Marshall Expounder per molti anni e fece parte della Casa dei Rappresentativi del Michigan tra il 1842 e il 1846, lavorandovi come oratore nel 1846. Morì a Marshall, in Michigan, ed è oggi sepolto nell'Oakridge Cemetery.